# Гі Вергофстадт
Гі Моріс Марі Луїз Вергофстадт (також Ґі Вергофстадт, Гі Верхофстадт, (11 квітня 1953 , Дендермонде, Східна Фландрія, Бельгія ) — бельгійський політик. Прем'єр-міністр Бельгії з 12 липня 1999 по 20 березня 2008. З 2009 року - член Європейського парламенту від партії Відкриті фламандські ліберали і демократи і лідер фракції Альянс лібералів і демократів за Європу.

## Життєпис
Гі Вергофстадт народився в 1953 році в Дендермонде. Він став головою Фламандського ліберального студентського союзу (1972–1974), вивчаючи право в Генті. Він швидко став секретарем Віллі де Клерка, який був у той час президентом фламандської ліберальної партії (Партії свободи і прогресу, PVV). У 1982 році у віці 29 років, він став головою партії. У 1985 році він був обраний у Палати представників, а також став заступником прем'єр-міністра і міністром з питань бюджету в уряді прем'єр-міністра Вілфріда Мартенса. Через його економічні погляди і юний вік, він став відомий як «Baby Тетчер».
Після залишення уряду він став лідером опозиції. Після невдалої спроби сформувати уряд у листопаді 1991 року він реформував PVV у партію Фламандські ліберали і демократи (VLD).
Частково через діоксиновий скандал, який вибухнув незадовго до виборів 1999 року, VLD стала найбільшою партією в країні. Він швидко сформував коаліцію з соціалістами та зеленими. Він був призначений прем'єр-міністром 12 липня 1999 року, і став першим представником ліберальної партії на цій посаді з 1938 року. Це був перший бельгійський уряд без християнсько-демократичної партії з 1958 року, і перший до складу якого увійшла партія зелених.
Під час іракської кризи 2003 року, Бельгія приєдналася до Франції, Німеччини і Росії у своїй опозиції до вторгнення.
Після виборів 2003 року Вергофстадт сформував свій другий кабінет без зелених партій, які зазнали поразки на виборах. Другий прем'єрський термін характеризується частими кризами. Загальні вибори 2007 року стали серйозним випробуванням для Вергофстадта і всієї системи державної влади Бельгії. Затяжна урядова криза призвела до формування тимчасового кабінету міністрів на чолі з Вергофстадтом. 20 березня 2008 він залишив свою посаду, відповідно до попередньої домовленості.
Після свого прем'єрства він зайняв місце сенатора, на яке був обраний в 2007 році. На виборах 2009 року до Європейського парламенту, Вергофстадт був обраний членом Європейського парламенту на термін з 2009 по 2014 рік. Він також був висунутий як можливий кандидат на заміну Жозе Мануеля Баррозу як президента Європейської комісії від коаліції зелених, соціалістів і лібералів. 1 липня 2009 року він був обраний головою фракції Альянс лібералів і демократів за Європу в Європейському парламенті.